# Hadena filigrana
Hadena filigrana är en fjärilsart som beskrevs av Carl Reutti 1898. Hadena filigrana ingår i släktet Hadena och familjen nattflyn. Inga underarter finns listade i Catalogue of Life.